# Терміньон
Терміньо́н (фр. Termignon) — колишній муніципалітет у Франції, у регіоні Овернь-Рона-Альпи, департамент Савоя. Населення — 413 осіб (2011).
Муніципалітет був розташований на відстані близько 530 км на південний схід від Парижа, 165 км на схід від Ліона, 80 км на південний схід від Шамбері.

## Історія
До 2015 року муніципалітет перебував у складі регіону Рона-Альпи. Від 1 січня 2016 року належав до нового об'єднаного регіону Овернь-Рона-Альпи.
1 січня 2017 року Терміньон, Браман, Ланлебур-Мон-Сені, Ланлевіллар i Сольєр-Сардьєр було об'єднано в новий муніципалітет Валь-Сені.

## Демографія
Динаміка населення (INSEE  ):
Розподіл населення за віком та статтю (2006):
| Стать | Всього | До 15 років | 15-24 | 25-44 | 45-64 | 65-85 | Понад 85 |
| --- | ------ | ----------- | ----- | ----- | ----- | ----- | -------- |
| Чоловіки | 228    | 40          | 16    | 84    | 48    | 36    | 4        |
| Жінки | 208    | 44          | 4     | 56    | 48    | 52    | 4        |
| \| Статево-вікова піраміда \| Статево-вікова піраміда \| Статево-вікова піраміда \| \| ----------------------- \| ----------------------- \| ----------------------- \| \| Чоловіки \| Вік \| Жінки \| \| 4 \| 85 + \| 4 \| \| 0 \| 80-84 \| 8 \| \| 20 \| 75-79 \| 12 \| \| 8 \| 70-74 \| 16 \| \| 8 \| 65-69 \| 16 \| \| 8 \| 60-64 \| 16 \| \| 8 \| 55-59 \| 8 \| \| 20 \| 50-54 \| 4 \| \| 12 \| 45-49 \| 20 \| \| 36 \| 40-44 \| 12 \| \| 16 \| 35-39 \| 24 \| \| 20 \| 30-34 \| 4 \| \| 12 \| 25-29 \| 16 \| \| 12 \| 20-24 \| 0 \| \| 4 \| 15-20 \| 4 \| \| 16 \| 10-14 \| 16 \| \| 12 \| 5-9 \| 12 \| \| 12 \| 0-4 \| 16 \| |        |             |       |       |       |       |          |
| Статево-вікова піраміда |        |             |       |       |       |       |          |
| Чоловіки | Вік    | Жінки       |       |       |       |       |          |
| 4 | 85 +   | 4           |       |       |       |       |          |
| 0 | 80-84  | 8           |       |       |       |       |          |
| 20 | 75-79  | 12          |       |       |       |       |          |
| 8 | 70-74  | 16          |       |       |       |       |          |
| 8 | 65-69  | 16          |       |       |       |       |          |
| 8 | 60-64  | 16          |       |       |       |       |          |
| 8 | 55-59  | 8           |       |       |       |       |          |
| 20 | 50-54  | 4           |       |       |       |       |          |
| 12 | 45-49  | 20          |       |       |       |       |          |
| 36 | 40-44  | 12          |       |       |       |       |          |
| 16 | 35-39  | 24          |       |       |       |       |          |
| 20 | 30-34  | 4           |       |       |       |       |          |
| 12 | 25-29  | 16          |       |       |       |       |          |
| 12 | 20-24  | 0           |       |       |       |       |          |
| 4 | 15-20  | 4           |       |       |       |       |          |
| 16 | 10-14  | 16          |       |       |       |       |          |
| 12 | 5-9    | 12          |       |       |       |       |          |
| 12 | 0-4    | 16          |       |       |       |       |          |

## Економіка
2010 року серед 277 осіб працездатного віку (15—64 років) 246 були активними, 31 — неактивною (показник активності 88,8%, у 1999 році було 77,5%). З 246 активних мешканців працювали 244 особи (142 чоловіки та 102 жінки), безробітними було 2 (1 чоловік та 1 жінка). Серед 31 неактивної 8 осіб було учнями чи студентами, 17 — пенсіонерами, 6 були неактивними з інших причин.

У 2010 році в муніципалітеті числилось 192 оподатковані домогосподарства, у яких проживали 419,0 особи, медіана доходів виносила 17 773 євро на одного особоспоживача